# Jean Lafitte, dernier des corsaires
Pour plus de détails, voir Fiche technique et Distribution.
Jean Lafitte, dernier des corsaires (Last of the Buccaneers) est un film américain réalisé par Lew Landers en 1950.

## Synopsis
Le corsaire Jean Lafitte a délivré La Nouvelle-Orléans et reprend la mer pour se livrer à des actes de piraterie. Il donne l'ordre de n'inquiéter aucun navire américain, mais un de ses lieutenants viole la consigne et Jean Lafitte considéré comme responsable.

## Fiche technique
- Titre original : Last of the Buccaneers
- Réalisation : Lew Landers
- Assistant-réalisateur : Jack Corrick
- Scénario : Robert E. Kent (en)
- Musique : Mischa Bakaleinikoff
- Directeur de la photographie : Vincent J. Farrar
- Montage : Henry Batista (en)
- Décors : Sidney Clifford
- Maquillage : Hélène Hunt, Ray Sebastian
- Son : Josh Westmoreland
- Producteur : Sam Katzman
- Société de distribution : Columbia Pictures
- Pays de production :  États-Unis
- Langue : anglais
- Durée : 80 minutes
- Genre : Aventure
- Date de sortie :
  - États-Unis : 25 octobre 1950

## Distribution
- Paul Henreid : Jean Lafitte
- Jack Oakie : Sergent Dominique
- Karin Booth : Belle Summer
- Mary Anderson : Swallow
- Edgar Barrier : George Mareval
- John Dehner : Sergent Beluche
- Harry Cording : Cragg Brown
- Eugene Borden : Capitaine Perez
- Jean Del Val : Sauvinet
- Pierre Watkin : Le gouverneur Clairborne
- Summer Getchell : Paul DeLorie
- Paul Marion : José Cabrillo
- Rusty Wescoatt (en) : Colonel Parnell